# 1884
1884 (MDCCCLXXXIV) là một năm nhuận bắt đầu vào Thứ ba của lịch Gregory và là một năm nhuận bắt đầu vào Chủ Nhật của lịch Julius, năm thứ 1884 của Công nguyên hay của Anno Domini, the năm thứ 884  của thiên niên kỷ 2, năm thứ 84  của thế kỷ 19, và năm thứ  5   của thập niên 1880. Tính đến đầu năm 1884, lịch Gregory bị lùi sau 12 ngày trước lịch Julius, và vẫn sử dụng ở một số địa phương đến năm 1923. 

## Sự kiện

### Tháng 1
- 4 tháng 1 – Hội Fabian được thành lập tại Luân Đôn.

### Tháng 2
- 4 hoặc 5 tháng 2 – Derby County F.C. được thành lập ở Anh.

### Tháng 3
- 28 tháng 3 – Vương tử Leopold, con thứ tám của Victoria của Anh và Albrecht, dies, aged 30 in Cannes, France.

### Tháng 4
- 22 tháng 4
  - Trận động đất ở Colchester, Anh, trận động đất tàn phá nhất của Vương quốc Anh, xảy ra.
  - Chế độ bảo hộ của Đức được thành lập trên Tây Nam Phi.

### Tháng 5
- 21 tháng 5 – Hoa Kỳ khánh thành tượng Nữ thần Tự do.

### Tháng 6
- 6 tháng 6 – Triều đình nhà Nguyễn ký kết hiệp ước hòa ước Giáp Thân.

### Tháng 8
- 2 tháng 8 – Nguyễn Phúc Ưng Lịch lên ngôi vua, đặt niên hiệu là Hàm Nghi.

### Tháng 10
- 6 tháng 10 - Trường Cao đẳng Chiến tranh Hải quân Hoa Kỳ được thành lập tại Rhode Island.[1]
- 18 tháng 10 - Đại học Wales, Bangor (Anh), được thành lập.[2]

### Tháng 12
- 4 tháng 12 – Nhà Triều Tiên xảy ra sự kiện Giáp Thân.

## Sinh
- Không rõ – Nguyễn Phúc Bửu Kiêm, tước phong Hoài Ân vương, hoàng tử con vua Dục Đức (m. 1940).

## Mất
- 6 tháng 1 – Gregor Mendel, nhà khoa học người Áo (s. 1822).
- 25 tháng 1 – Johann Gottfried Piefke, nhạc trưởng, nhà soạn nhạc người Đức (s. 1815).
- 8 tháng 2 – Cetshwayo kaMpande, vua Zulu (s. 1826).
- 13 tháng 2 – Wilhelm von Tümpling, tướng quân Phổ (s. 1809).
- 28 tháng 3 – Vương tử Leopold, con thứ tám của nữ hoàng Victoria của Anh và Albrecht (s. 1853).
- 18 tháng 4 – Nguyễn Phúc Hồng Đĩnh, tước phong Kỳ Phong Quận công, hoàng tử con vua Thiệu Trị (s. 1843).
- 31 tháng 7 – Vua Kiến Phúc, hoàng đế thứ bảy của nhà Nguyễn (s. 1869).
- 16 tháng 11 – František Chvostek, bác sĩ người Moravia (s. 1835).
- 25 tháng 11 – Hermann Kolbe, nhà hóa học người Đức (s. 1818).